# Table des caractères Unicode (15000-15FFF)
Cette page contient des caractères spéciaux ou non latins. S’ils s’affichent mal (▯, ?, etc.), consultez la page d’aide Unicode.
Cette page décrit la liste des caractères Unicode codés de U+15000 à U+15FFF en hexadécimal (86 016 à 90 111 en décimal).

## Sous-ensembles
Cette portion d'Unicode est prévue pour accueillir entre autres les hiéroglyphes mayas et le mandombe.
La liste suivante montre les sous-ensembles spécifiques de cette portion d’Unicode.
| Sous-ensemble           | Réservés | Réservés | Décimal | Décimal |
| Sous-ensemble           | Début    | Fin      | Début   | Fin     |
| ----------------------- | -------- | -------- | ------- | ------- |
| —                       | 15000    | 153FF    | 86 016  | 87 039  |
| ¿hiéroglyphes mayas?    | 15400    | 158FF    | 87 040  | 88 319  |
| —                       | 15900    | 15BFF    | 88 320  | 89 087  |
| ¿pictogrammes aztèques? | 15C00    | 15FFF    | 89 088  | 90 111  |

## Liste

### Caractères U+15000 à U+15FFF(réservés)
|               | 0 | 1 | 2 | 3 | 4 | 5 | 6 | 7 | 8 | 9 | A | B | C | D | E | F |
| ------------- | - | - | - | - | - | - | - | - | - | - | - | - | - | - | - | - |
| 1500 ... 15FF |   |   |   |   |   |   |   |   |   |   |   |   |   |   |   |   |